# Blondie 4(0) Ever
Blondie 4(0) Ever е двоен албум на американската рок група Блонди. Появява се на 12 май 2014 г. и се издава от Ноубъл Ай Ди. Така се честват 40 години от началото на групата. В двудисковия пакет се поместват Greatest Hits Deluxe Redux, сборник от нови записвания на минали хитове на Блонди, както и 10-ия студиен албум на рок състава, Ghosts of Download. A Rose by Any Name намира издаване на 21 юни 2013 г., когато е определен като водещ сингъл от албума, следван от Sugar on the Side и I Want to Drag You Around.